# Tierra y libertad (obra de teatro)
Tierra y Libertad, obra de teatro en cuatro actos,   escrita en 1916 por el periodista y filósofo Ricardo Flores Magón

## Contexto de la obra
Obra realizada por el padre de la Revolución Mexicana, Ricardo Flores Magón, realizada en 1916 después de salir de la cárcel Norteamericana donde había sido detenido por las autoridades de este país por su incansable lucha contra los traidores a la causa revolucionaria, que, en ese año, se apersonaba en Venustiano Carranza. En ella el escritor revolucionario describe la situación social imperante en México a principios del siglo XX, que tuvo como origen el pacto de la Casa del Obrero Mundial con el gobierno Constitucional, presidido por Venustiano Carranza, así como las repercusiones que esta traición tuvo en el movimiento obrero-campesino. 
Esta obra teatral está escrita en un lenguaje sumamente sencillo, ya que el propósito fundamental fue presentarla frente a un público poco preparado culturalmente, puesto que un alto porcentaje de la población mexicana y latinoamericana era, y continúa, siendo analfabeta.

## Puesta en escena
“Tierra y Libertad” se estrenó el  30 de diciembre de 1916 en el T. M. A. Hall de la ciudad de los Ángeles. El reparto estuvo integrado por el círculo más cercano al anarquista mexicano, a decir: Enrique, participa en el papel de Marcos; su hija Lucía Norman, como Marta, la compañera de Juan, personaje al que representa el que fuera su compañero en la vida real, Raúl Palma. La pareja de Ricardo, María Brousse, estuvo en el papel de Rosa, la compañera de Marcos. Incluso Librado Rivera intervino con el papel de Carcelero. Los demás personajes importantes corrieron por cuenta de Blas Lara Cáceres, Juan Olmos, Rafael B. García, Antonio Casillas, Matilde Mota y Dionisia Palma. En total fueron cerca de cincuenta actores aficionados los que intervinieron en la obra. El decorado de las escenas fue realizado por Nicolás Reveles mismo que consiguió el vestuario a precio módico.
La velada comenzó bajo malos augurios, el frío y la pertinaz lluvia. Además, la enfermedad del autor le imposibilitó para asistir a dicha puesta en escena. Sin embargo, la presentación fue todo un éxito, cerca de 500 personas asistieron a presenciar la obra teatral, llenando el lugar, sin importar la amenaza que existía de que el teatro sería volado.
A esta primera puesta en escena le sucedieron unas cuantas más, registrando un éxito total.
Se llevó a cabo una segunda representación en el teatro de los Ángeles el 7 de abril de 1917. 
El 11 de septiembre de 1917 se presenta en el poblado de Morenci, Arizona. Como conmemoración del aniversario de la huelga "Morenci-Clifton". Según los organizadores, asistieron 5 mil personas.
En septiembre de 1917 se presenta por primera vez en Matamoros, Tamaulipas, en México.